# Барбакойські мови
Барбакойські мови (барбакоанські) — це мовна сім'я, якою розмовляють у Колумбії та в Еквадорі.

## Класифікація
Це мовна родина найвищого рівня, спорідненість із іншими індіанськими мовами станом на 2018 рік не доведена.
- Північна гілка

- барбакойська мова (†) (?)
- аванські мови

- ава-пітська мова (ава, ава-піт, куакер, телембі, сіндагва)
- пасто-муелламські мови

- пастоська мова (пасто, паст-ава) (†)
- муелламська мова (мауеллама) (†)

- коконукські мови (?)

- ґуамбіанська мова (ґуамбіано, моґес, вам, місак)
- тоторська мова (тоторо, поліндара)
- коконукська мова (коконуко, каука, ванака) (†)

- Південна гілка

- каранкуйська мова (кара, каранкі, імбая) (†)
- чачійська мова (чачі, ча'палаачі, каяпа, нігуа, ча'паллачі)
- колорадська мова (колорадо, цафікі, коліма)

Пастоська та муелламська мова зазвичай класифікуються як барбакойські, але наявні свідчення слабкі і потребують докладнішого вивчення. Муелламська, імовірно, була останньою із живих діалектів пастоської (обидві зникли, носії перейшли на іспанську мову). Муелламська відома лише з короткого списку слів, записаного у 19 сторіччі. Словник муелламської близький до сучасної ава-пітської мови. Каньярі-пурухські мови ще гірше задокументовані, і хоча їх часто зараховують до чимуанської родини, Віллем Аделаар (2004:397) гадає, що вони були барбакойськими.
Коконукські мови були вперше пов'язані з барбакойськими Даніелем Брінтоном у 1891 році. Однак пізніші публікації Анрі Бешо та Поля Ріве розташували коконукські мови у паезанській родині, ґрунтуючись на спірному словниковому списку ґуамбіанської (moguez). Цей словник є сумішшю паезьких та ґуамбіанських мов (Curnow 1998) і призвів до помилкових класифікацій Грінберга (1956, 1987), Лукотки (1968), Кауфмана (1990, 1994), Кемпбелла (1997) та інших. Хоча паєзькі мови і можуть бути пов'язані з барбакойською родиною, більш консервативний погляд розглядає паезьку як мовний ізолят, що чекає на подальші дослідження. Ґуамбіанська мова більш схожа на інші барбакойські мові, ніж на паезьку, через це Кей (1979), Керноу зі співаторами (1998), Ґордон (2005) та Кемпбелл і Грондона (2012) розташовують коконукську поміж барбакойських. Помираюча тоторська мова іноді вважається діалектом ґуамбіанської, а не окремою мовою. Віллем Аделаар та Пітер Муйскен (2004) стверджують, що ґуамбінську, тоторську та коконукську краще розглядати як єдину мову.
Сама барбакойська мова (барбакоас) майже не описана, тож можна тільки припускати, що вона була частиною барбакойської сім'ї, якій дала назву. Тим не менше, вона отримала код ISO, хоча краще атестована і класифікована пастоська мова не отримала його.

## Генеалогічні стосунки
Барбакойські мови часто пов'язують з паезькими мовами, однак Керноу (1998) показує, що більшість цих припущень базуються на неправильній інтерпретації старого словника 1888 року. Тим не менш, певні зв'язки з паезькою мовою існують, хоча й потребують докладнішого вивчення.
Інші ще більш спекулятивні великі угруповання за участю барбакойських мов включають макро-паезький кластер, макро-чибський сток та чибчсько-паезький сток.